# Mistrzostwa Świata w Lekkoatletyce 1995 – sztafeta 4 × 100 m kobiet
Sztafeta 4 × 100 m kobiet – jedna z konkurencji rozgrywanych podczas mistrzostw świata w lekkoatletyce w 1995. Eliminacje odbyły się 12 sierpnia, a finał został rozegrany 13 sierpnia.
Udział w tej konkurencji brały ekipy reprezentujące 13 państw. Zawody te wygrała reprezentacja Stanów Zjednoczonych, drugą pozycję zajęły zawodniczki z Jamajki, trzecią zaś reprezentantki NIemiec.

## Wyniki

### Eliminacje
Bieg 1
| Miejsce | Zawodniczki                                                                         | Państwo           | Wynik |
| ------- | ----------------------------------------------------------------------------------- | ----------------- | ----- |
| 1.      | Celena Mondie-Milner Carlette Guidry-White Chrsyte Gaines D'Andre Hill              | Stany Zjednoczone | 42,44 |
| 2.      | Odile Singa Frédérique Bangué Patricia Girard Delphine Combe                        | Francja           | 42,56 |
| 3.      | Eldece Clarke-Lewis Debbie Ferguson-McKenzie Savatheda Fynes Pauline Davis-Thompson | Bahamy            | 42,74 |
| 4.      | Jutta Kemila Sanna Kyllönen Heide Suomi Heli Koivula                                | Finlandia         | 43,71 |
| 5.      | Hsu Pei-chin Liu Shu-hua Chen Shu-chen Wang Huei-chen                               | Chińskie Tajpej   | 45,18 |
| –       | Myriam Léonie Mani Georgette Nkoma Agnes Egbe Ndeh Sylvie Mballa Éloundou           | Kamerun           | DSQ   |
| –       | Idalia Hechavarría Aliuska López Virgen Benavides Liliana Allen                     | Kuba              | DSQ   |

Bieg 2
| Miejsce | Zawodniczki                                                                  | Państwo         | Wynik |
| ------- | ---------------------------------------------------------------------------- | --------------- | ----- |
| 1.      | Michelle Freeman Dahlia Duhaney Beverly McDonald Merlene Ottey               | Jamajka         | 42,36 |
| 2.      | Natalja Woronowa Galina Malczugina Marina Tradienkowa Jekatierina Grigorjewa | Rosja           | 42,49 |
| 3.      | Melanie Paschke Silke Lichtenhagen Silke-Beate Knoll Gabriele Becker         | Niemcy          | 42,83 |
| 4.      | Elia Mera Felipa Palacios Patricia Rodríguez Mirtha Brock                    | Kolumbia        | 43,42 |
| 5.      | Marcia Richardson Catherine Murphy Simmone Jacobs Paula Thomas               | Wielka Brytania | 43,90 |
| –       | Carla Tuzzi Rossella Farina Laura Ardissone Manuela Levorato                 | Włochy          | DNF   |

## Finał
| Miejsce | Zawodniczki                                                                         | Państwo           | Wynik |
| ------- | ----------------------------------------------------------------------------------- | ----------------- | ----- |
| 01 !    | Celena Mondie-Milner Carlette Guidry-White Chryste Gaines Gwen Torrence             | Stany Zjednoczone | 42,12 |
| 02 !    | Dahlia Duhaney Juliet Cuthbert Beverly McDonald Merlene Ottey                       | Jamajka           | 42,25 |
| 03 !    | Melanie Paschke Silke Lichtenhagen Silke-Beate Knoll Gabriele Becker                | Niemcy            | 43,01 |
| 4.      | Eldece Clarke-Lewis Debbie Ferguson-McKenzie Sevatheda Fynes Pauline Davis-Thompson | Bahamy            | 43,14 |
| 5.      | Odile Singa Frédérique Bangué Patricia Girard Delphine Combe                        | Francja           | 43,35 |
| 6.      | Jutta Kemila Sanna Kyllönen Heide Suomi Heli Koivula                                | Finlandia         | 44,46 |
| 7.      | Elia Mera Felipa Palacios Patricia Rodríguez Mirtha Brock                           | Kolumbia          | 44,61 |
| –       | Natalja Woronowa Galina Malczugina Marina Tradienkowa Jekatierina Grigorjewa        | Rosja             | DNF   |